# Extremo-Oeste (Nepal)
O Extremo-Oeste é uma região do Nepal. Tem uma população de 2 191 330 habitantes e uma área de 19 539 km². A sua capital é a cidade de Dipayal.

## Zonas
A região está dividida em duas zonas:
- Mahakali
- Seti